# Bérelles
Bérelles est une commune française située dans le département du Nord, en région Hauts-de-France.

## Géographie

### Localisation

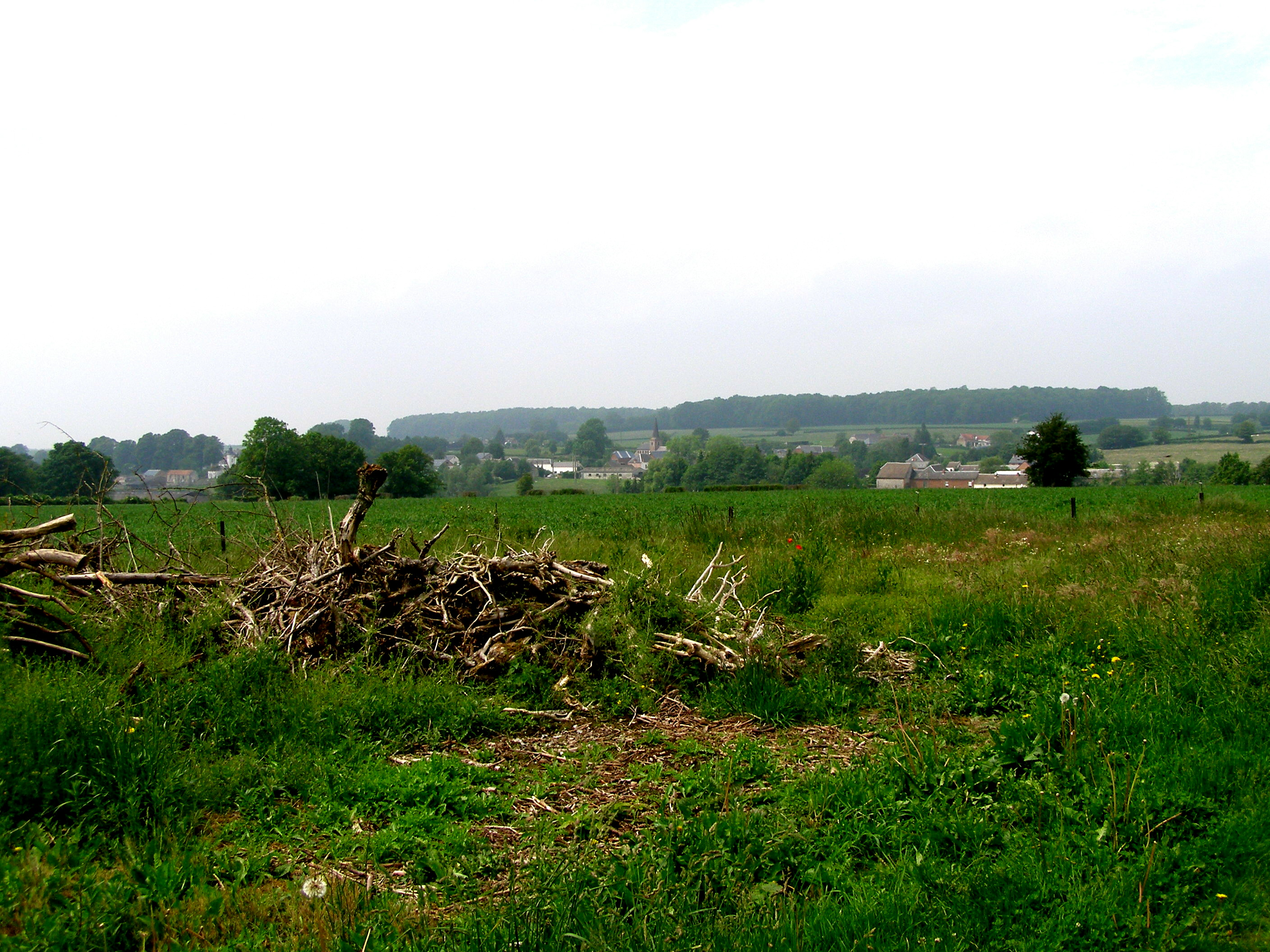
Le village dans le lointain.

Bérelles est un village rural de l'Avesnois situé à 4 km à l'ouest  de la frontière franco-belge et à 33 km au sud-ouest de Philippeville et à 29 km au sud de Mons, à 12 km au sud-est de Maubeuge, 16 km au nord-est d'Avesnes-sur-Helpe, 32 km au nord d'Hirson.
Elle est desservie par l'ancienne route nationale 363 (actuelle RD 963) reliant Vervins à Jeumont à la frontière belge.

### Communes limitrophes
| Aibes     | Aibes    | Cousolre         |
| Solrinnes | Bérelles | Hestrud          |
| Solrinnes | Eccles   | Solre-le-Château |

### Hydrographie

#### Réseau hydrographique
La commune est située dans le bassin Artois-Picardie. Elle est drainée par le ruisseau du Grand Pré, le Rieu de Grand champ, le ruisseau Des Cinq journels, le ruisseau Des Prés sous la ville et le ruisseau du Chaufour,,.

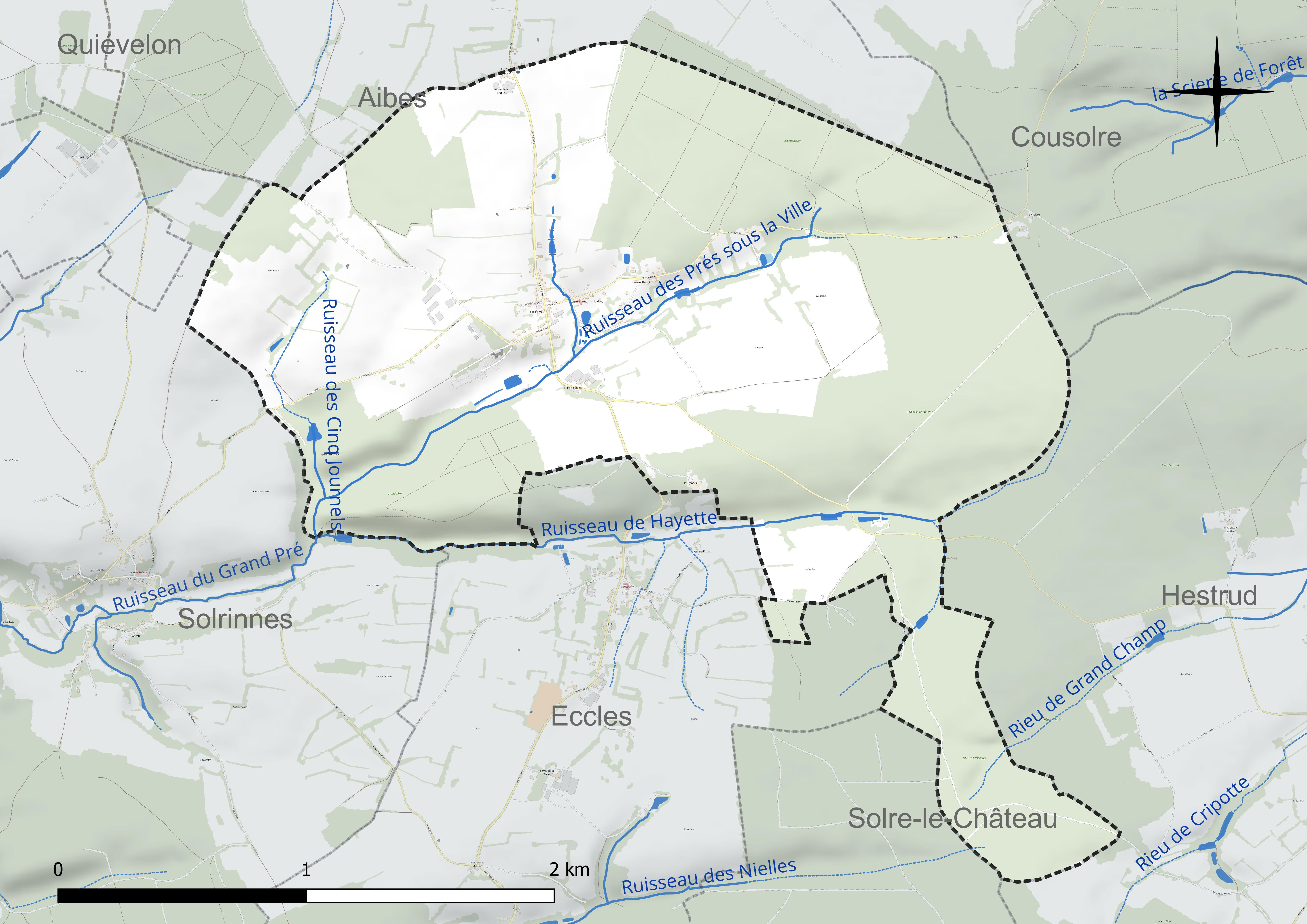
Réseau hydrographique de Bérelles.

#### Gestion et qualité des eaux
Le territoire communal est couvert par le schéma d'aménagement et de gestion des eaux (SAGE) « Sambre ». Ce document de planification concerne un territoire de 1 253 km2 de superficie, délimité par le bassin versant de la Sambre. Le périmètre a été arrêté le 1er novembre 2003 et le SAGE proprement dit a été approuvé le 21 septembre 2012, puis modifié le 18 août 2022. La structure porteuse de l'élaboration et de la mise en œuvre est le syndicat mixte du Parc naturel régional de l'Avesnois.
La qualité des cours d'eau peut être consultée sur un site dédié géré par les agences de l'eau et l'Agence française pour la biodiversité.

### Climat
Pour des articles plus généraux, voir Climat des Hauts-de-France et Climat du Nord.
En 2010, le climat de la commune est de type climat des marges montargnardes, selon une étude du CNRS s'appuyant sur une série de données couvrant la période 1971-2000. En 2020, Météo-France publie une typologie des climats de la France métropolitaine dans laquelle la commune est exposée à un climat océanique altéré et est dans la région climatique  Nord-est du bassin Parisien, caractérisée par un ensoleillement médiocre, une pluviométrie moyenne régulièrement répartie au cours de l'année et un hiver froid (3 °C).
Pour la période 1971-2000, la température annuelle moyenne est de 9,6 °C, avec une amplitude thermique annuelle de 15,5 °C. Le cumul annuel moyen de précipitations est de 937 mm, avec 13 jours de précipitations en janvier et 9,7 jours en juillet. Pour la période 1991-2020, la température moyenne annuelle observée sur la station météorologique la plus proche, située sur la commune de Saint-Hilaire-sur-Helpe à 17 km à vol d'oiseau, est de 10,5 °C et le cumul annuel moyen de précipitations est de 802,4 mm,. Pour l'avenir, les paramètres climatiques de la commune estimés pour 2050 selon différents scénarios d'émission de gaz à effet de serre sont consultables sur un site dédié publié par Météo-France en novembre 2022.

## Urbanisme

### Typologie
Au 1er janvier 2024, Bérelles est catégorisée commune rurale à habitat dispersé, selon la nouvelle grille communale de densité à sept niveaux définie par l'Insee en 2022.
Elle est située hors unité urbaine et hors attraction des villes,.

### Occupation des sols
L'occupation des sols de la commune, telle qu'elle ressort de la base de données européenne d'occupation biophysique des sols Corine Land Cover (CLC), est marquée par l'importance des forêts et milieux semi-naturels (51,4 % en 2018), en diminution par rapport à 1990 (55,9 %). La répartition détaillée en 2018 est la suivante : 
forêts (51,4 %), terres arables (27 %), prairies (11,4 %), zones agricoles hétérogènes (10,1 %). L'évolution de l'occupation des sols de la commune et de ses infrastructures peut être observée sur les différentes représentations cartographiques du territoire : la carte de Cassini (XVIIIe siècle), la carte d'état-major (1820-1866) et les cartes ou photos aériennes de l'IGN pour la période actuelle (1950 à aujourd'hui).

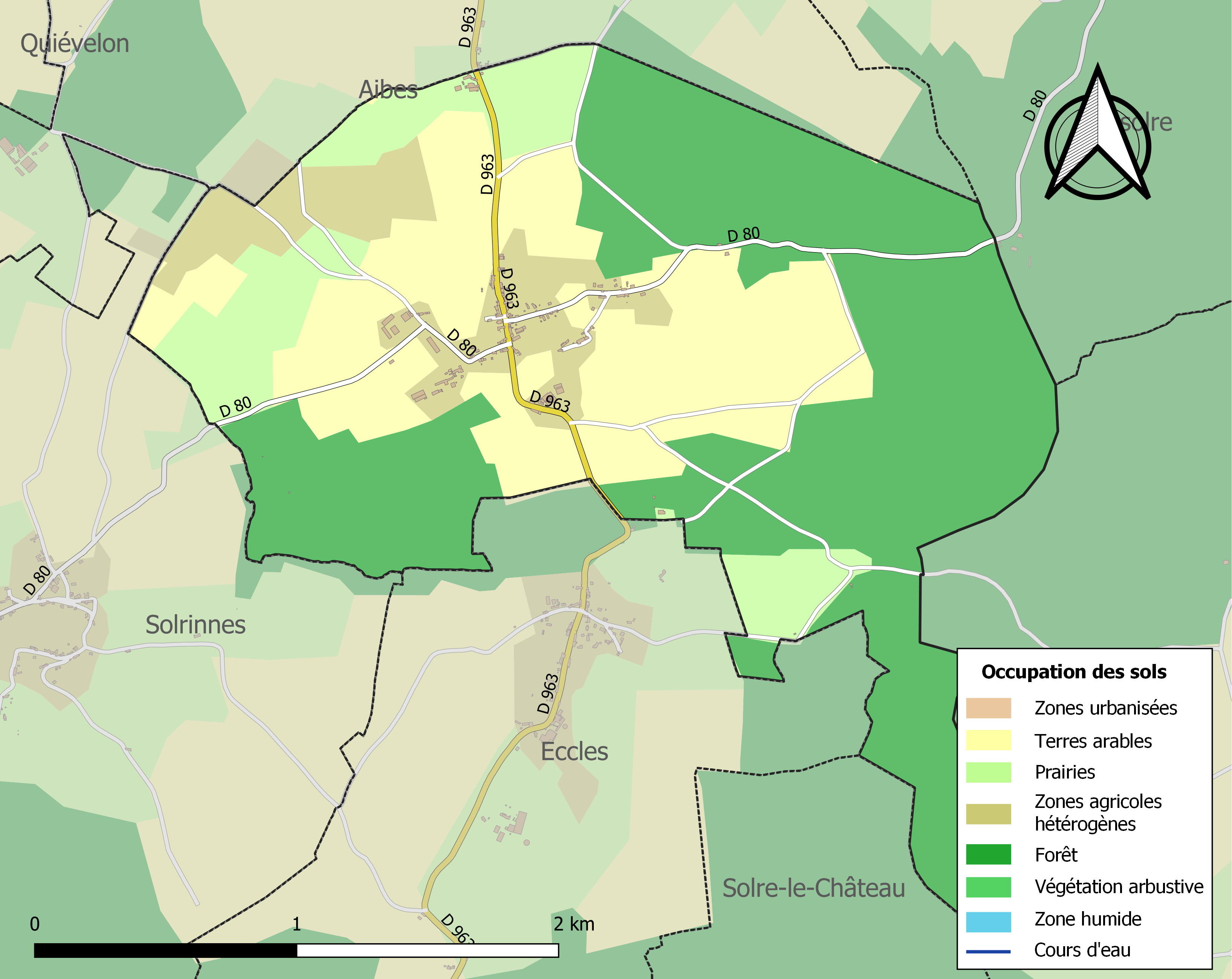
Carte des infrastructures et de l'occupation des sols de la commune en 2018 (CLC).

### Habitat et logement
En 2019, le nombre total de logements dans la commune était de 77, alors qu'il était de 81 en 2014 et de 69 en 2009.
Parmi ces logements, 86,5 % étaient des résidences principales, 4,1 % des résidences secondaires et 9,5 % des logements vacants. Ces logements étaient pour 98,7 % d'entre eux des maisons individuelles et pour 1,3 % des appartements.
Le tableau ci-dessous présente la typologie des logements à Bérelles en 2019 en comparaison avec celle du Nord et de la France entière. Une caractéristique marquante du parc de logements est ainsi une proportion de résidences secondaires et logements occasionnels (4,1 %) supérieure à celle du département (1,6 %) et à celle de la France entière (9,7 %). Concernant le statut d'occupation de ces logements, 71 % des habitants de la commune sont propriétaires de leur logement (67,2 % en 2014), contre 54,7 % pour le Nord et 57,5 pour la France entière.
| Typologie                                               | Bérelles | Nord | France entière |
| ------------------------------------------------------- | -------- | ---- | -------------- |
| Résidences principales (en %)                           | 86,5     | 90,6 | 82,1           |
| Résidences secondaires et logements occasionnels (en %) | 4,1      | 1,6  | 9,7            |
| Logements vacants (en %)                                | 9,5      | 7,8  | 8,2            |

## Toponymie
La localité a été connue sous les noms de Berelles (J. de G., ann. du Hain. XII, 339), Berella en 1198 (Cartulaire de l'abbaye d'Aulne), Berele en 1200 (id.), Berelle en  1251 (id. -), Bereles  en 1272 (id.).

## Histoire

### Moyen Âge
Bérelles est une paroisse du décanat de Maubeuge, en 1186. Sa cure est à la collation des Hospitaliers de l'ordre de Saint-Jean de Jérusalem.
L'abbaye d'Aulne possède beaucoup de propriétés à Bérelles qui lui ont été données aux XIIe et XIIIe siècles.
Le village est l'ancien fief des seigneurs de Bérelles. Il passe ensuite sous l'autorité des seigneurs de Barbençon[réf. nécessaire].

### Époque contemporaine
Au XIXe siècle, on trouve à Berelles une brasserie et 3 fabriques de sabots.
Première Guerre mondiale : Les allemands arrivent dans le village le mercredi 26 août 1914. le village se trouvera en zone occupée jusque début novembre 1918.

## Politique et administration

### Rattachements administratifs et électoraux

#### Rattachements administratifs
La commune se trouve dans l'arrondissement d'Avesnes-sur-Helpe du département du Nord.
Elle faisait partie depuis 1793 du canton de Solre-le-Château. Dans le cadre du redécoupage cantonal de 2014 en France, cette circonscription administrative territoriale a disparu, et le canton n'est plus qu'une circonscription électorale.

#### Rattachements électoraux
Pour les élections départementales, la commune fait partie depuis 2014 du canton de Fourmies
Pour l'élection des députés, elle fait partie de la troisième circonscription du Nord.

### Intercommunalité
Béreilles était membre de la communauté de communes des vallées de la Solre, de la Thure et de l'Helpe, un établissement public de coopération intercommunale (EPCI) à fiscalité propre créé en 1993 et auquel la commune avait transféré un certain nombre de ses compétences, dans les conditions déterminées par le code général des collectivités territoriales.
Cette intercommunalité a fusionné avec ses voisines  pour former, le 30 mai 2013, la communauté de communes du Haut Pays du Montreuillois dont est désormais membre la commune.

### Liste des maires
| Période                                  | Période                         | Identité                                            | Étiquette | Qualité                          |
| ---------------------------------------- | ------------------------------- | --------------------------------------------------- | --------- | -------------------------------- |
| Les données manquantes sont à compléter. |                                 |                                                     |           |                                  |
| avant 1802-1803                          |                                 | Philippe Marcoux                                    |           |                                  |
|                                          | 1808.                           | M. Hause                                            |           |                                  |
| Les données manquantes sont à compléter. |                                 |                                                     |           |                                  |
| avant 1995                               |                                 | Guy Buriez                                          |           |                                  |
| Les données manquantes sont à compléter. |                                 |                                                     |           |                                  |
| mars 2001                                | mars 2008                       | Roland Pelliccia (4 janvier 1942 - 17 octobre 2014) | DVD       | Instituteur-secrétaire de mairie |
| mars 2008                                | juillet 2020                    | Géraldine Traen, (née le 20 novembre 1966)          |           |                                  |
| juillet 2020,                            | En cours (au 13 septembre 2022) | Orféo Rigoni (né le 15 juin 1945)                   |           |                                  |

## Équipements et services publics

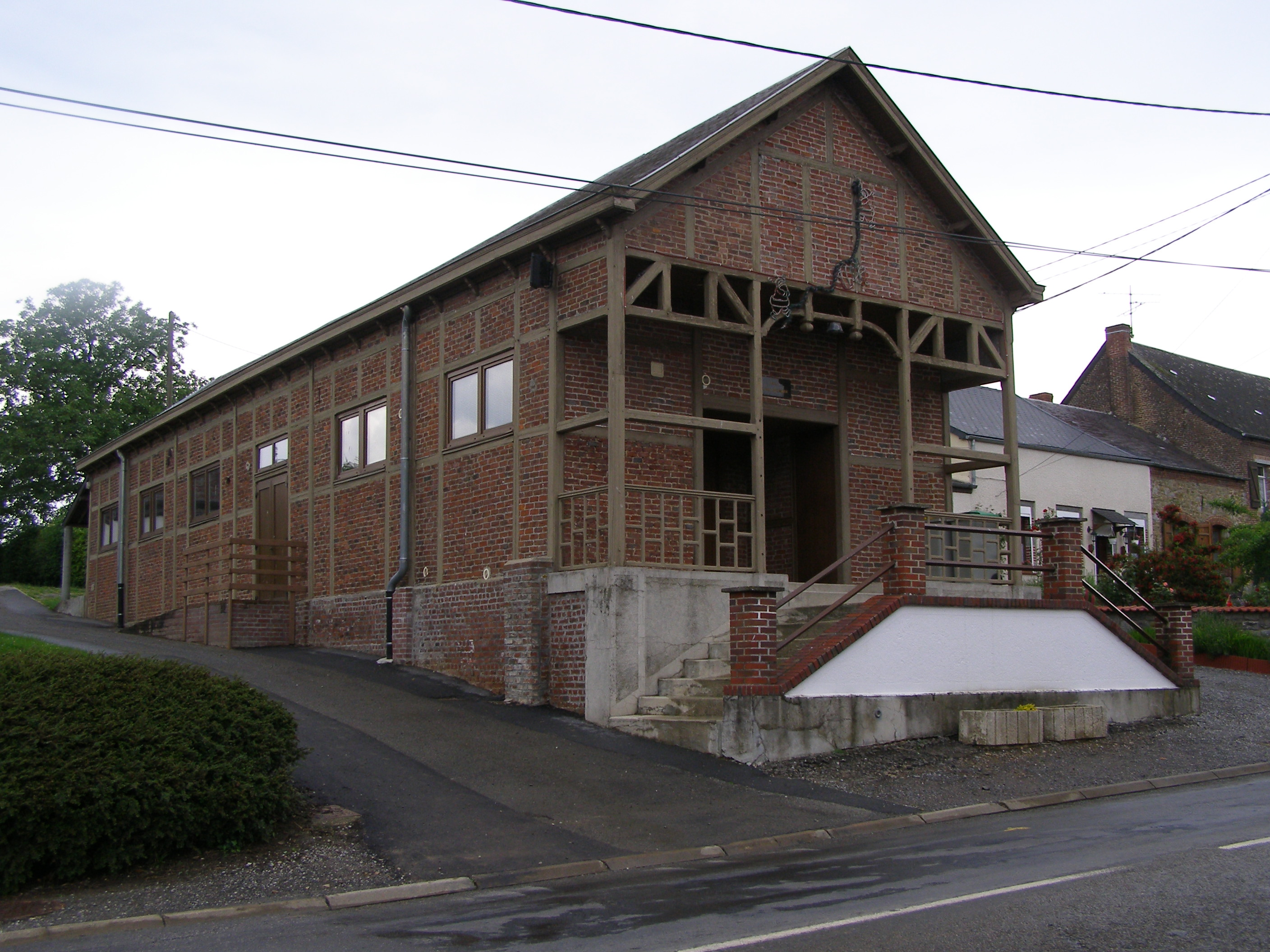
La salle des fêtes Ulysse-Rouvière.

### Enseignement
Bérelles relève de l'académie de Lille.

## Population et société

### Démographie

#### Évolution démographique
L'évolution du nombre d'habitants est connue à travers les recensements de la population effectués dans la commune depuis 1793. Pour les communes de moins de 10 000 habitants, une enquête de recensement portant sur toute la population est réalisée tous les cinq ans, les populations de référence des années intermédiaires étant quant à elles estimées par interpolation ou extrapolation. Pour la commune, le premier recensement exhaustif entrant dans le cadre du nouveau dispositif a été réalisé en 2005.

En 2022, la commune comptait 162 habitants, en évolution de +8,72 % par rapport à 2016 (Nord : +0,51 %, France hors Mayotte : +2,11 %).
| 1793 | 1800 | 1806 | 1821 | 1831 | 1836 | 1841 | 1846 | 1851 |
| ---- | ---- | ---- | ---- | ---- | ---- | ---- | ---- | ---- |
| 129  | 114  | 120  | 226  | 223  | 245  | 228  | 232  | 210  |

| 1856 | 1861 | 1866 | 1872 | 1876 | 1881 | 1886 | 1891 | 1896 |
| ---- | ---- | ---- | ---- | ---- | ---- | ---- | ---- | ---- |
| 198  | 194  | 200  | 189  | 184  | 187  | 176  | 181  | 167  |

| 1901 | 1906 | 1911 | 1921 | 1926 | 1931 | 1936 | 1946 | 1954 |
| ---- | ---- | ---- | ---- | ---- | ---- | ---- | ---- | ---- |
| 164  | 194  | 180  | 180  | 202  | 200  | 193  | 157  | 196  |

| 1962 | 1968 | 1975 | 1982 | 1990 | 1999 | 2005 | 2006 | 2010 |
| ---- | ---- | ---- | ---- | ---- | ---- | ---- | ---- | ---- |
| 207  | 165  | 167  | 144  | 151  | 156  | 155  | 157  | 165  |

| 2015 | 2020 | 2022 | - | - | - | - | - | - |
| ---- | ---- | ---- | - | - | - | - | - | - |
| 148  | 161  | 162  | - | - | - | - | - | - |

#### Pyramide des âges
La population de la commune est relativement jeune.
En 2018, le taux de personnes d'un âge inférieur à 30 ans s'élève à 34,2 %, soit en dessous de la moyenne départementale (39,5 %). À l'inverse, le taux de personnes d'âge supérieur à 60 ans est de 22,3 % la même année, alors qu'il est de 22,5 % au niveau départemental.
En 2018, la commune comptait 78 hommes pour 73 femmes, soit un taux de 51,66 % d'hommes, largement supérieur au taux départemental (48,23 %).
Les pyramides des âges de la commune et du département s'établissent comme suit.
| Hommes | Classe d’âge | Femmes |
| ------ | ------------ | ------ |
| 0,0    | 90 ou +      | 0,0    |
| 2,4    | 75-89 ans    | 5,1    |
| 19,3   | 60-74 ans    | 17,9   |
| 21,7   | 45-59 ans    | 17,9   |
| 24,1   | 30-44 ans    | 23,1   |
| 12,0   | 15-29 ans    | 17,9   |
| 20,5   | 0-14 ans     | 17,9   |

| Hommes | Classe d’âge | Femmes |
| ------ | ------------ | ------ |
| 0,5    | 90 ou +      | 1,4    |
| 5,3    | 75-89 ans    | 8,1    |
| 14,8   | 60-74 ans    | 16,2   |
| 19,1   | 45-59 ans    | 18,4   |
| 19,5   | 30-44 ans    | 18,7   |
| 20,7   | 15-29 ans    | 19,1   |
| 20,2   | 0-14 ans     | 18     |

## Culture locale et patrimoine

### Lieux et monuments
- Église Saint-Rémi, antérieure à 1600, qui comprend une nef, des bas-côtés, un chevet plat plus bas que la nef et un clocher en façade, à flèche polygonale. Une de ses cloches, nommée Maldonade et  coulée en 1700 par Félix Ganard, porte l'inscription On m'appelle Messire Nicaise de Maldonade, prestre, seigneur de Bérelles, archidiacre de Hainaut et chanoine de l'église métropolitaine de Cambrai, et Dame Françoise de Maldonade, dame de Molembaix, du temps de maistre Nicolas Depry, curé dudit Bérelles, est inscrite à l'inventaire des Monuments Historiques. L'église  abrite des pierres tombales armoriées[17].
- Ancien château-fort détruit au XVIIe siècle et relevé en 1704 situé sur le versant sud d'un coteau en face d'un petit bois qu'il domine de ses terrasses. Il conserve certains éléments antérieurs[17]. 
Le château, privé, ne peut être visité mais est discernable depuis la route de Solre-le-Château.
- Fontaine au centre du village.

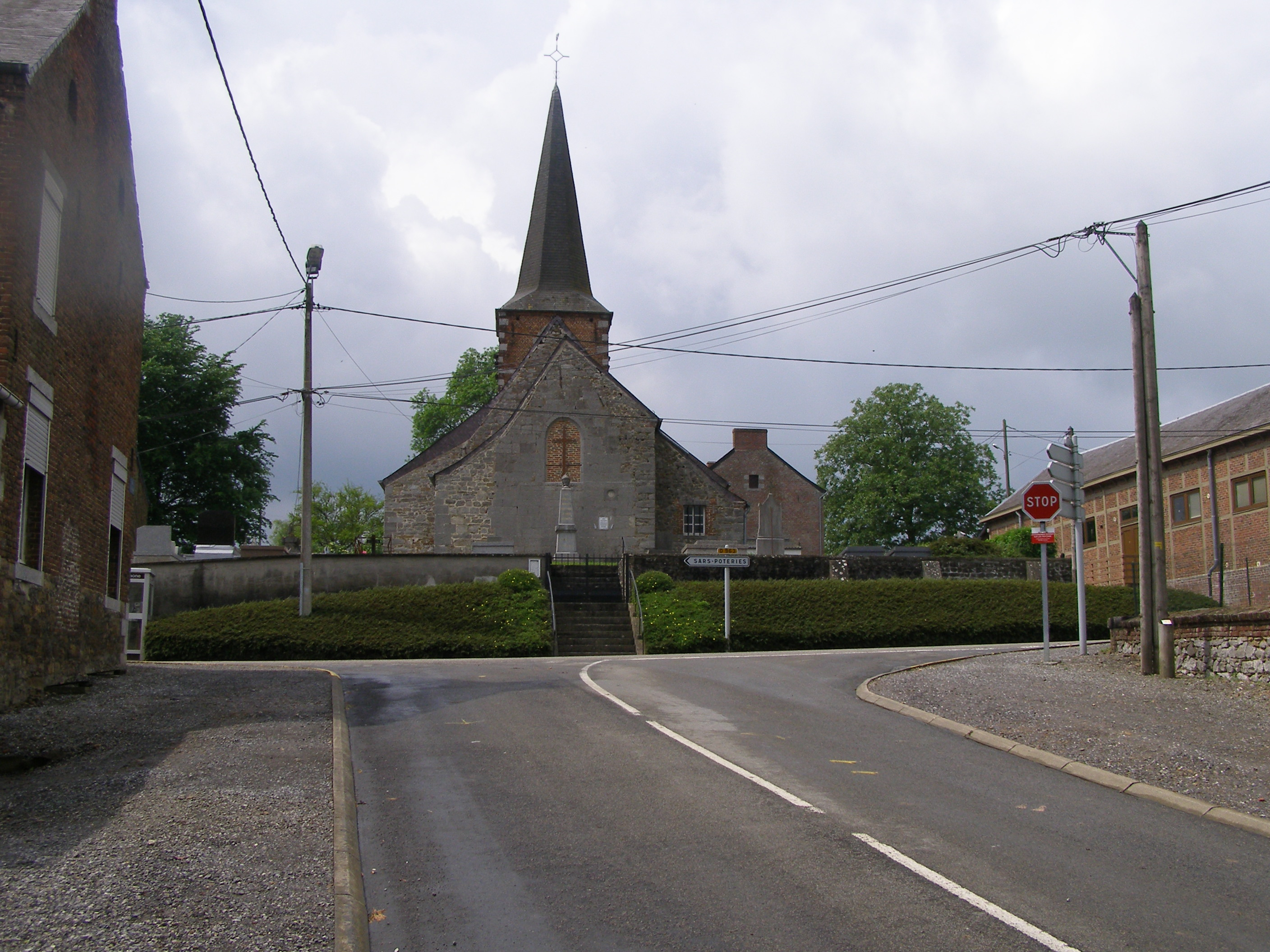
L'église.
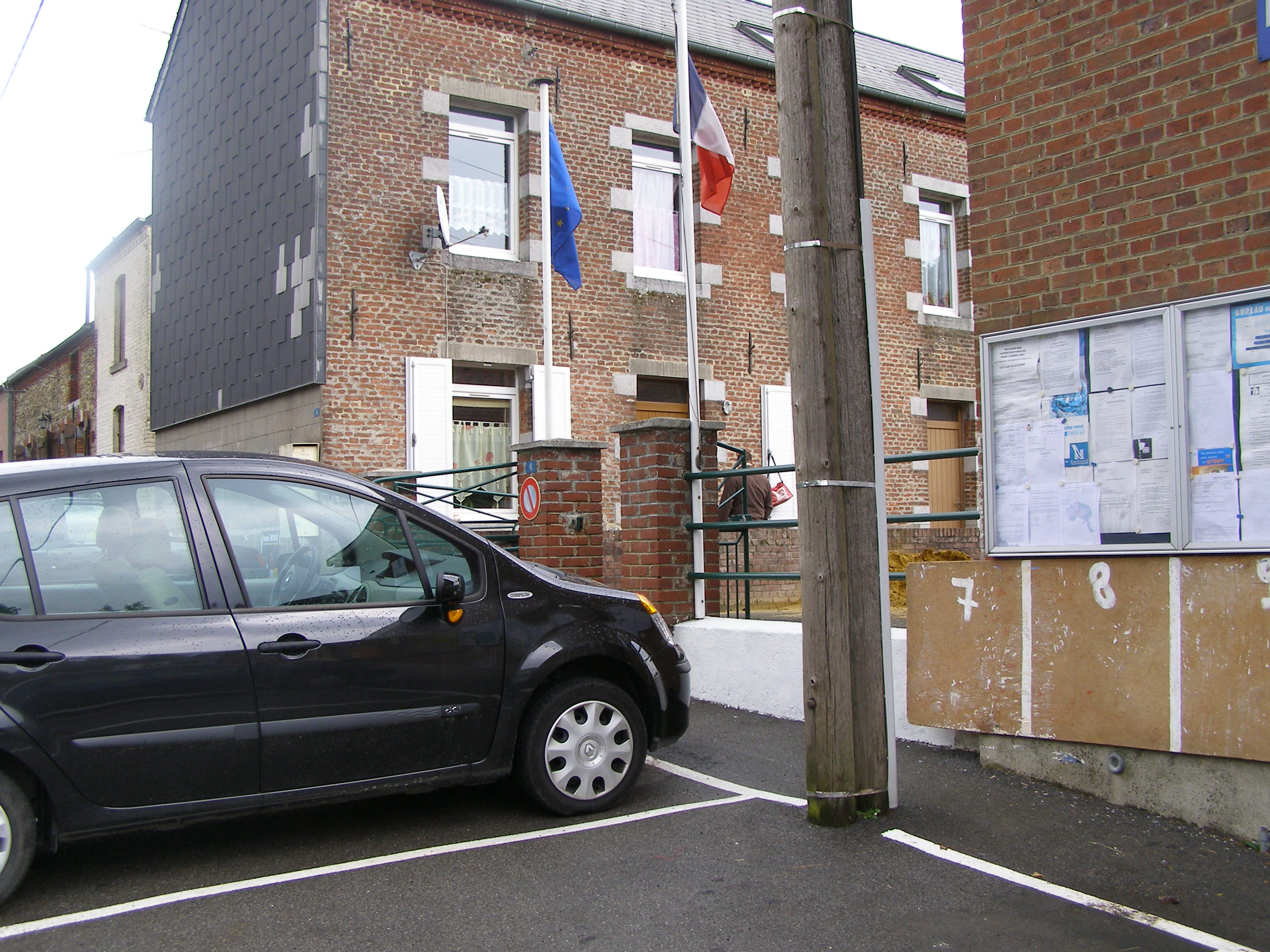
L'ancienne mairie.
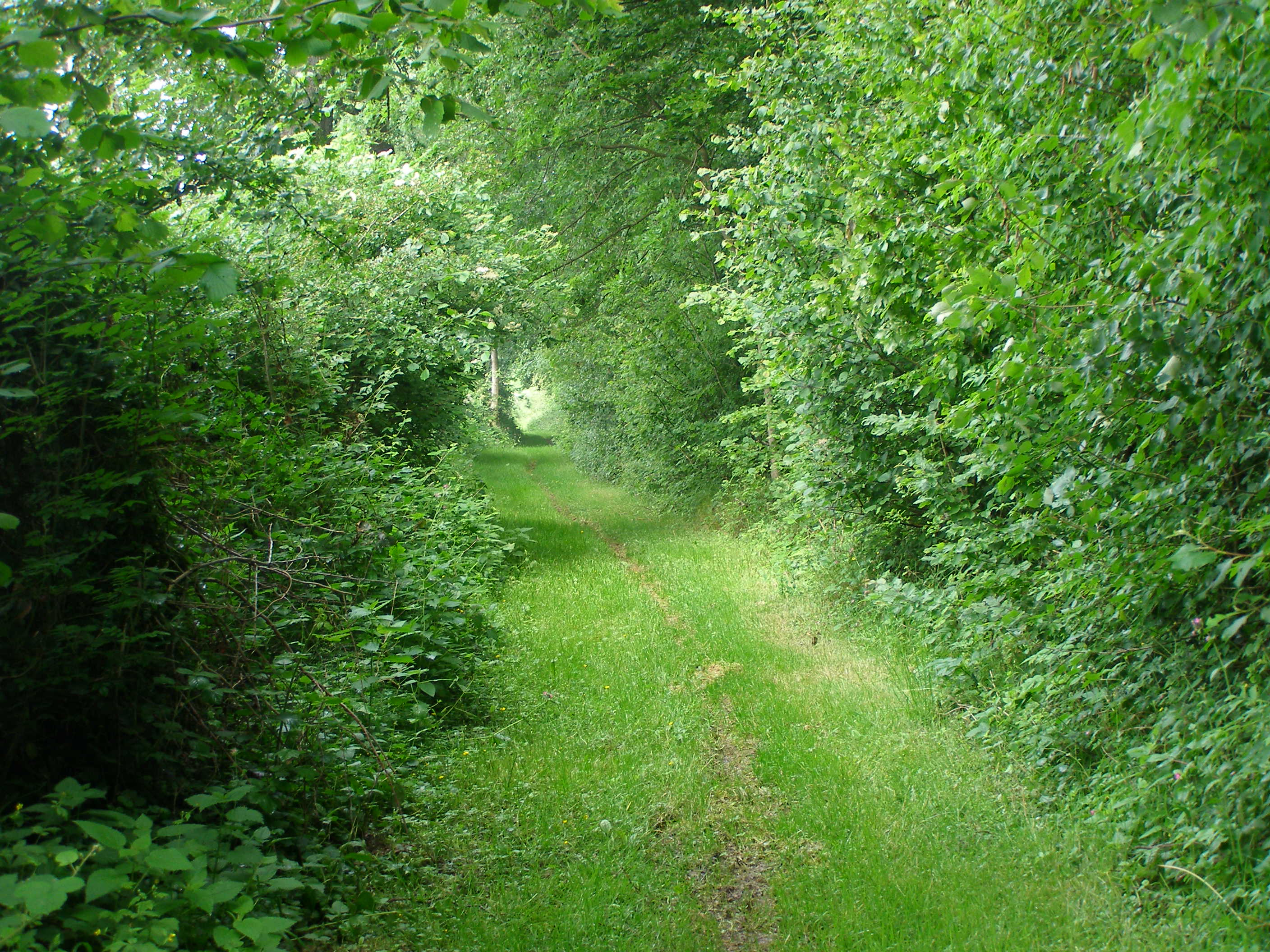
Sur le circuit du bout-là-haut.
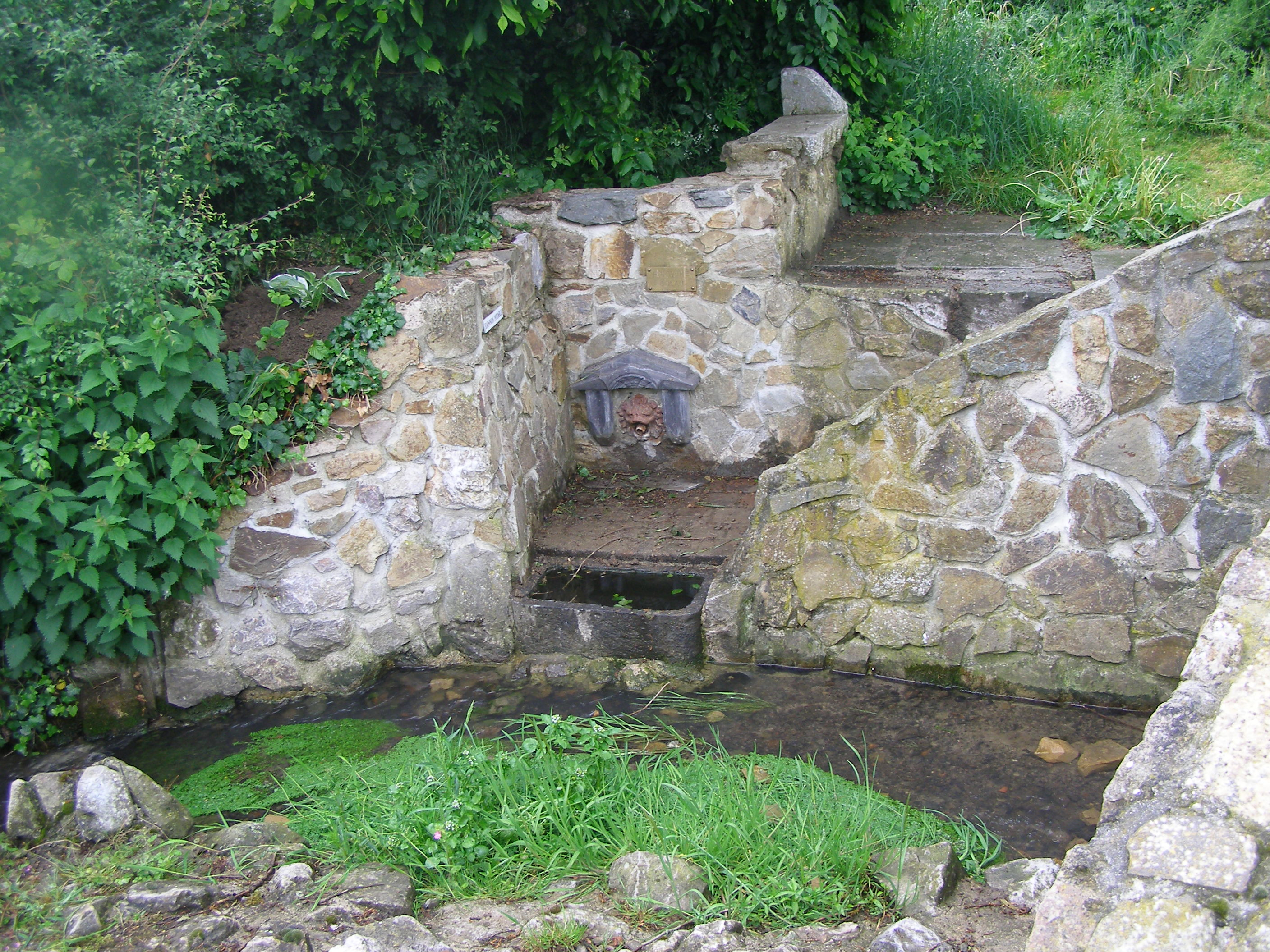
Fontaine Colau, dans l'étang au centre du village.
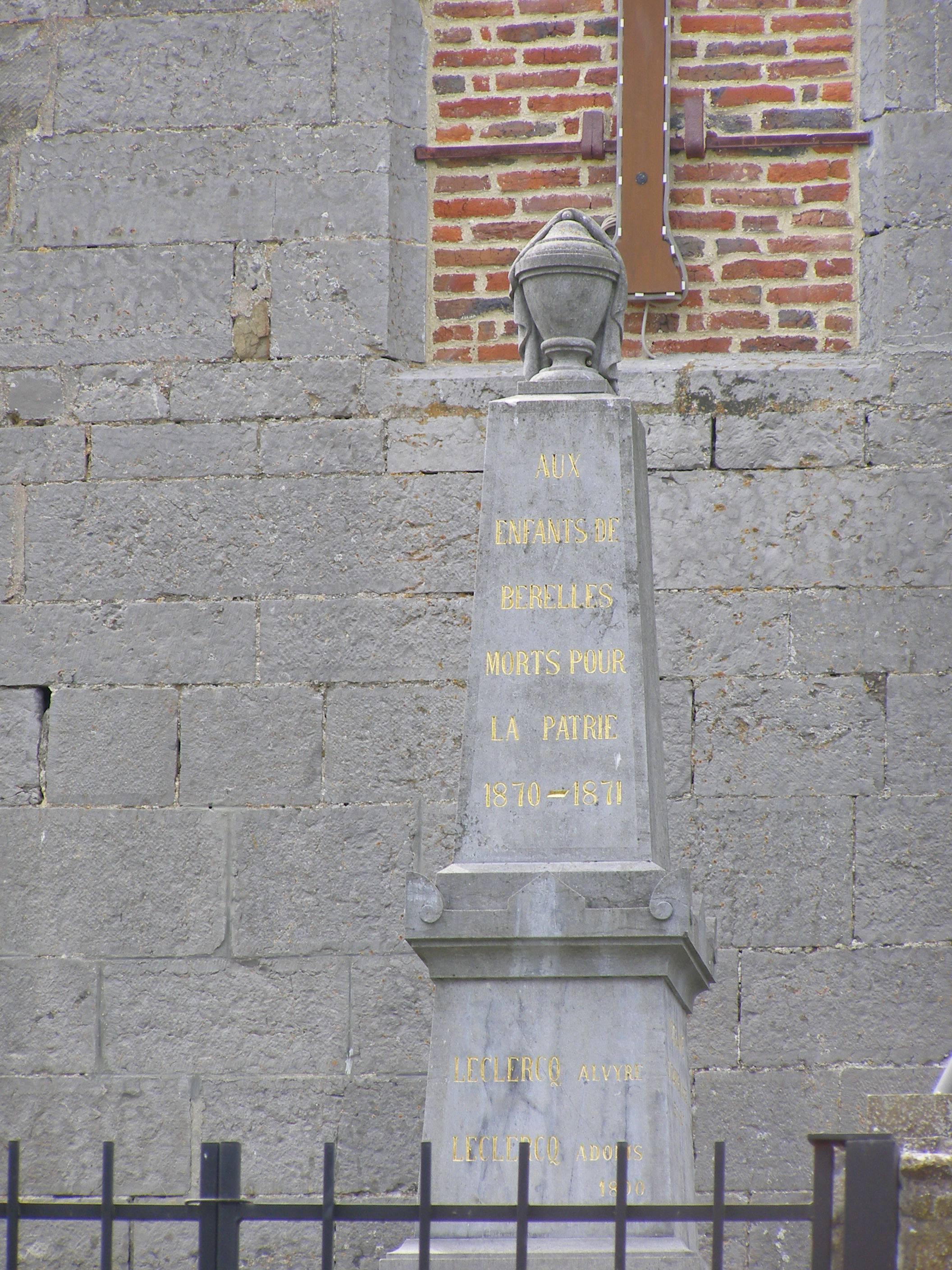
Monument aux morts.
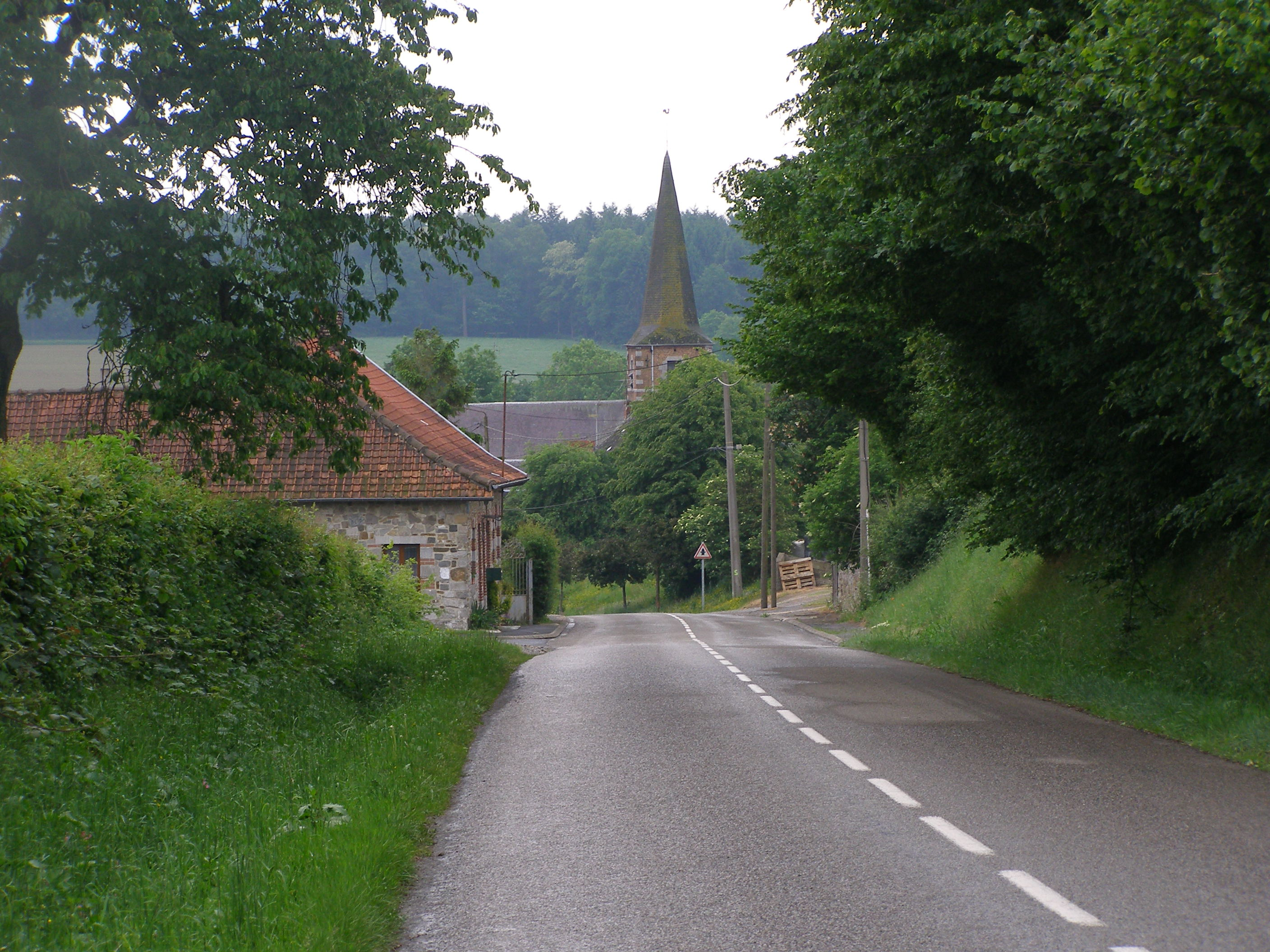
Rue de Solre, circuit de la petite Suisse du Nord.

### Personnalités liées à la commune

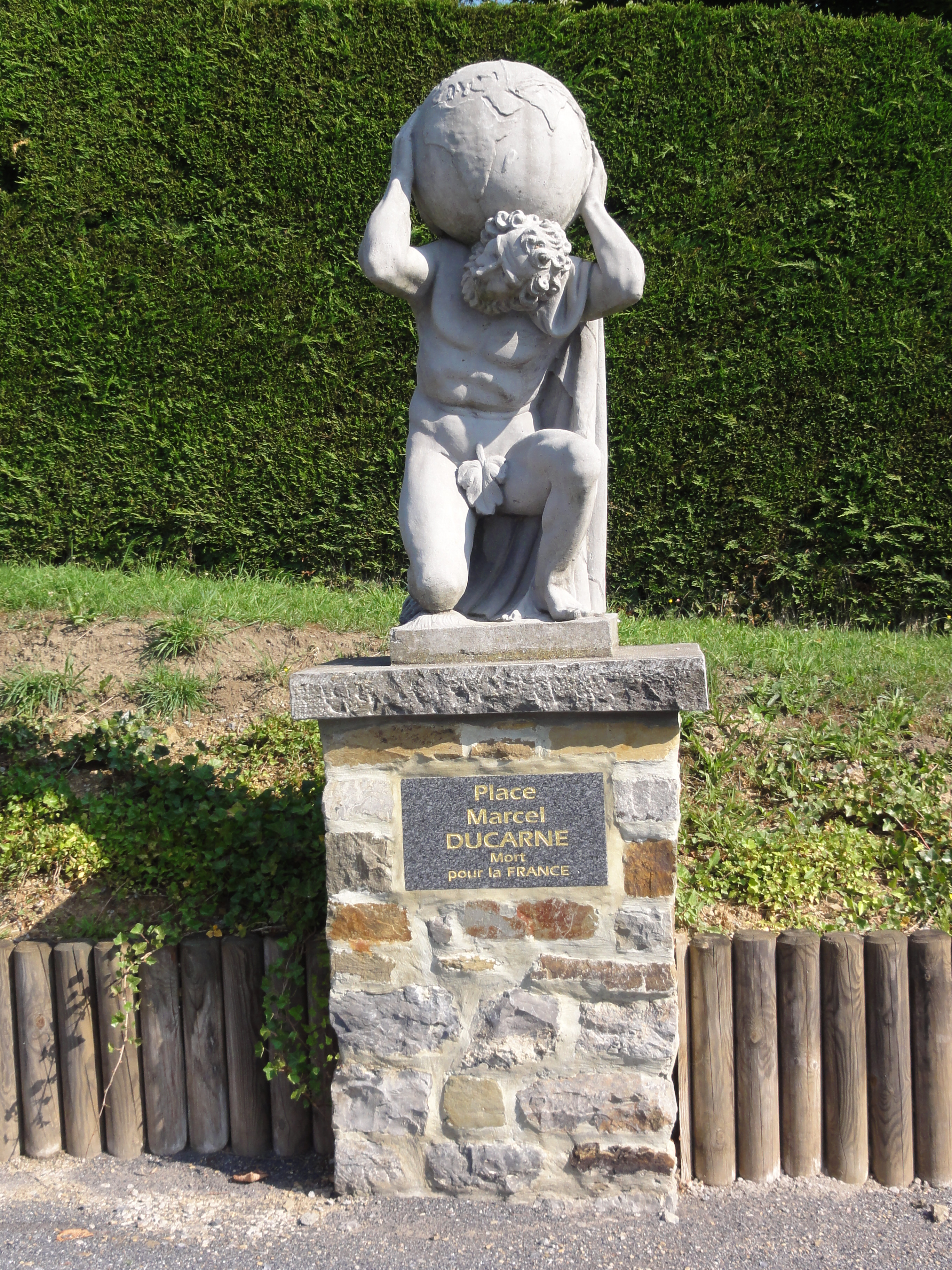
Mémorial de Marcel Ducarne, mort pour la France.

- Aurélie Torgau - Wald (1914-1962), communiste allemande, emprisonnée dans une prison de la Gestapo, dite l'« ange d'Auschwitz », est née à Bérelles[32],[33].

### Bérelles dans les arts et la culture

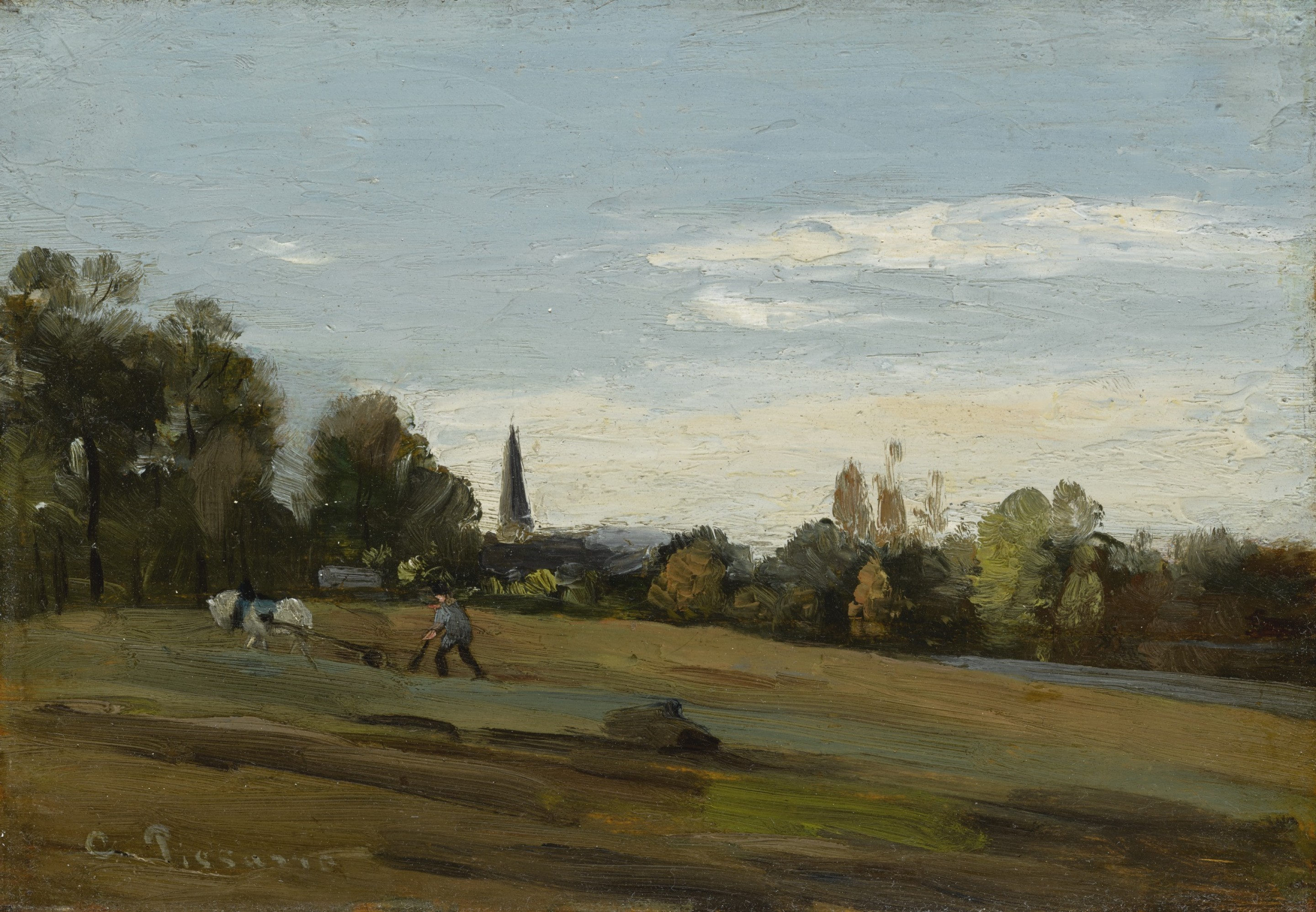
Camille Pissarro, Le Labourage, Bérelles, huile sur panneau,, 1860.

### Héraldique
| Blason de Bérelles | Blason  | De gueules à cinq fleurs de lis d'or mises en sautoir. |
| Blason de Bérelles | Détails | Le statut officiel du blason reste à déterminer.       |

## Pour approfondir